# Christoph Arnold
Christoph Arnold, född 17 december 1650 i Sommerfeld i Bayern, död 15 april 1695 i Sommerfeld, var en tysk amatörastronom och bonde, som upptäckte kometerna av år 1682 och 1688 samt observerade Merkuriuspassagen 1690. På minnesplaketten i hans hus beskrivs han som en landman och stjärnexpert.

## Biografi

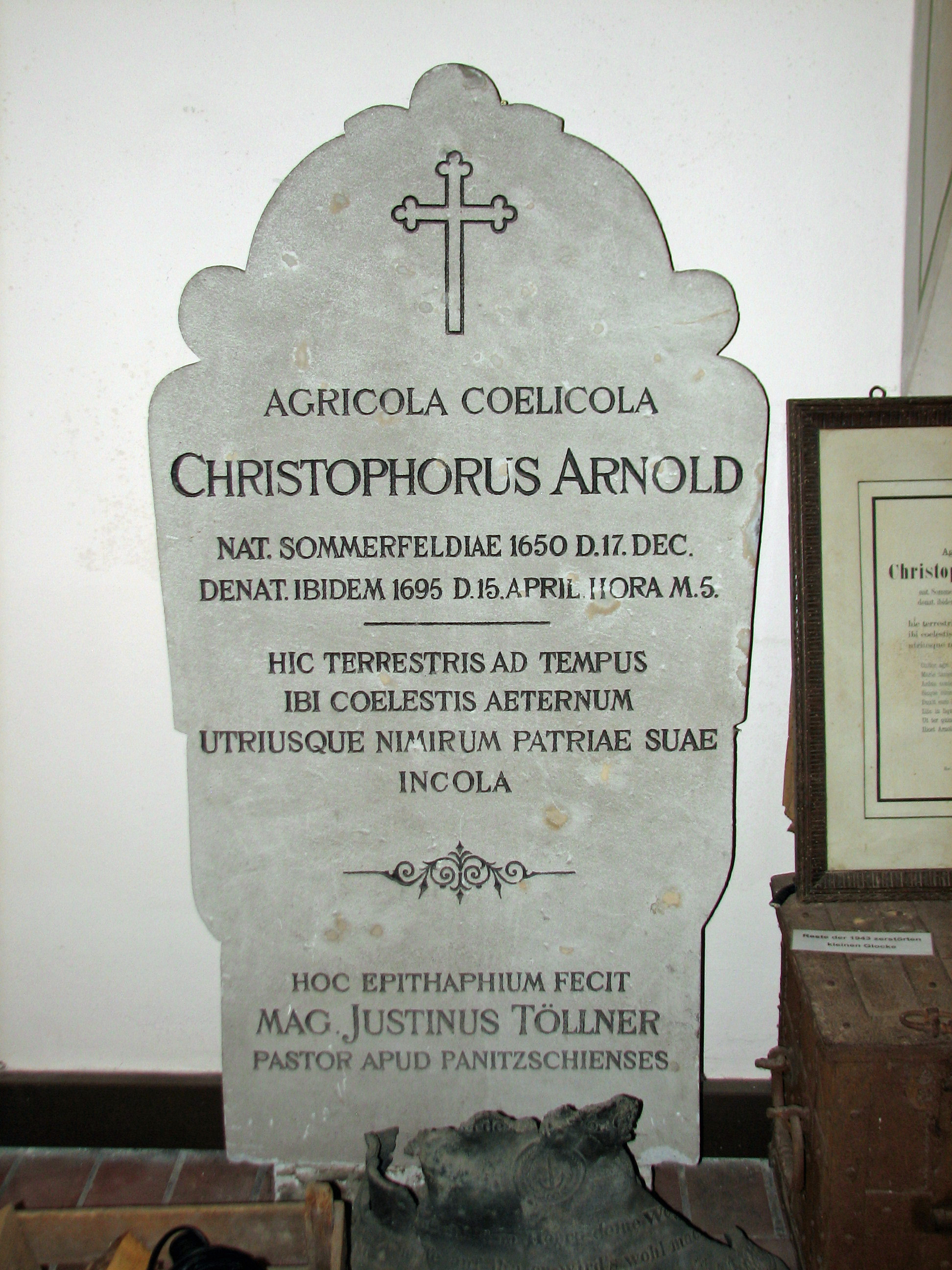
Epitafium för Christoph Arnold i Sommerfelds kyrka.

Arnold var äldste son till bonden och domaren Hans Arnold från Sommerfeld och hans hustru Sabine född Hainmann och kom från Albrechtshain. Eftersom han var tvungen att hjälpa till på sin fars gård gick han bara i skolan en kort tid. Han hade en snabb fattningsförmåga och man tror att han tog privatlektioner av sin gudfar Bartholomäus Sturm, skolledare i Panitzsch. Senare fortsatte han sin utbildning som självlärd.
Han var särskilt intresserad av astronomi och fick astronomiska kunskaper genom självstudier och från astronomen Gottfried Kirch, som fristående arbetade vid observatorium i Guben, Bad Lobenstein, Coburg och Leipzig. Arnold byggde ett litet, enkelt observatorium på sin fars gård där han speciellt studerade kometer, förmodligen stimulerad av anblicken av den stora kometen 1680, som var särskilt ljus och till och med kunde ses under dagen, vilket orsakade allmänt uppseende. Gottfried Kirch hade träffat honom i Coburg och när Kirch flyttade till Leipzig 1686 tillhörde Arnold hans vänkrets. Båda gjorde gemensamma astronomiska observationer.
År 1685 dog hans far och Arnold tog över fädernegården, som han fortsatte att bruka fram till slutet av sitt liv trots sina astronomiska aktiviteter. Han började göra statistik över skördar och mätning och registrering av sina arealer och till sist för hela byn. Detta gör honom till en av de första kartograferna i Sachsen. Arnold observerade också vädret mycket noga och gjorde förteckning över det. År 1692 beskrev han ett sällsynt naturfenomen: fem samtidiga sekundära solar.
Hans observatorium lämnades som ett minnesmärke efter hans död, men måste rivas 1794 på grund av förfall.

## Vetenskapligt arbete
Den 15 augusti 1682 upptäckte Arnold en komet, åtta dagar före den framstående astronomen Johannes Hevelius, som uppmärksammade amatörastronomen i yrkesvärlden. Kometen kallades senare Halleys komet på grund av de exakta omloppsberäkningarna gjorda av Edmond Halley och hans förutsägelse om dess återkomst.
Den 16 september 1686 var Arnold den första i Europa att upptäcka en annan komet (C/1686 R1), som han senare observerade tillsammans med Gottfried Kirch. Han publicerade resultaten i den första allmänna tyska vetenskapliga tidskriften Acta Eruditorum, som hade givits ut i Leipzig sedan 1682.
Arnold ägnade sig också dubbelstjärnan Mira, som förändrades i ljusstyrka. Ett annat arbetsområde var förmörkelsen av Jupiters fyra stora månar, vars passagetider han förutspådde.
Den 31 oktober 1690 observerade han Merkurius passage framför solskivan genom att projicera solen genom sitt teleskop på ett pappersark. Detta var den femte beskrivningen i Europa av Merkuriustransiteringen.

## Utmärkelser och hedersbetygelser

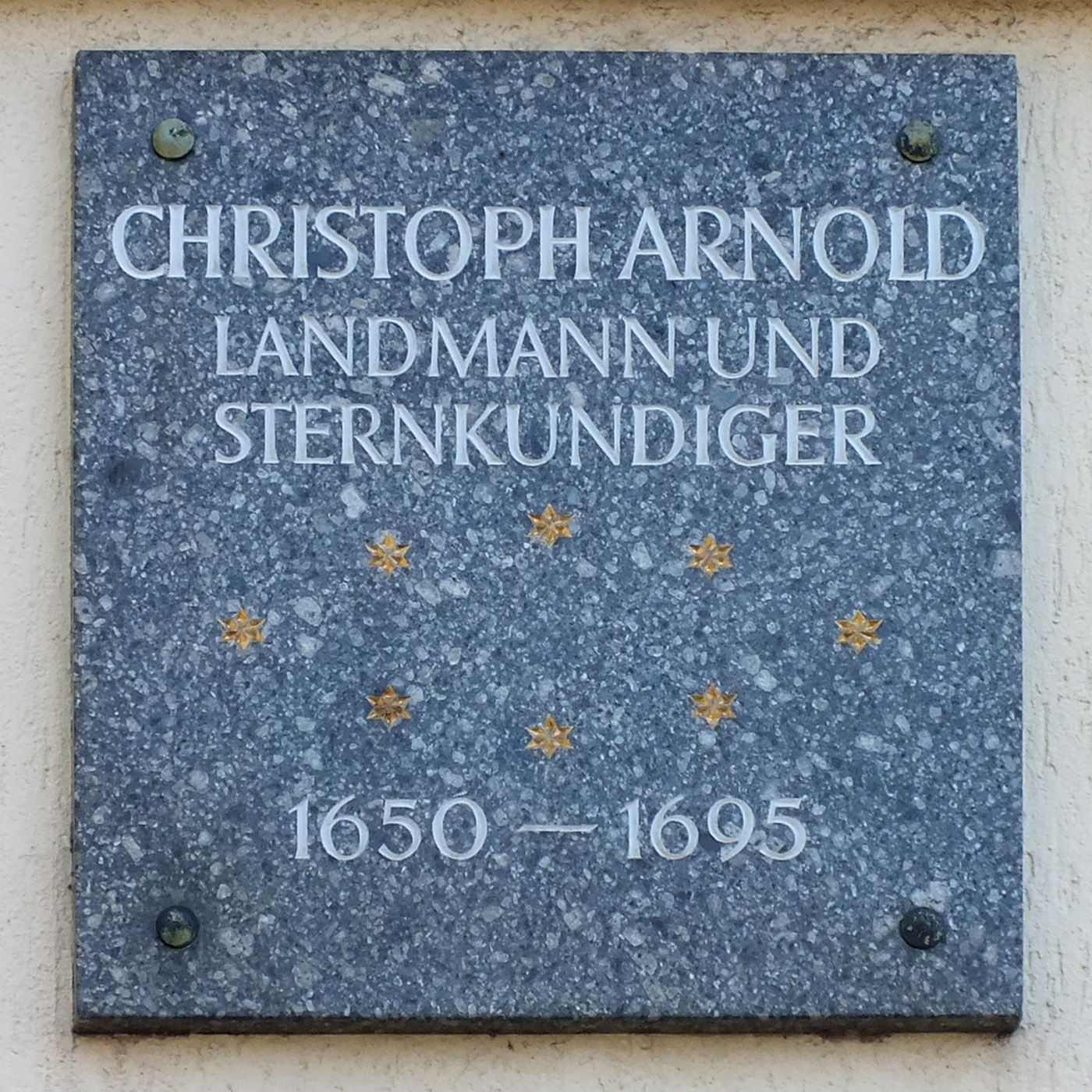
Minnestavla på Arnolds födelseplats och hem.

Arnold fick stort erkännande för sina tjänster under sin livstid, men också efteråt. För observationen av passagen av Merkurius framför solen, mottog han från rådet av Leipzig en monetär gåva och livslång skattebefrielse. Dessutom lät rådet målaren Johann Heinrich göra en oljemålning av Christoph Arnold, vars original finns i Stadtgeschichtliches Museum i Leipzig med en kopia i Sommerfelderkyrkan.
Uppkallade efter Arnold är
- Asteroiden 121016 Christopharnold[6]
- Nedslagskratern Arnold på månen[7]